# Врублевский (лунный кратер)
Кратер Врублевский (лат. Wróblewski) — небольшой кратер на обратной стороне Луны, в южном её полушарии, расположенный к юго-востоку от стены кратера Гагарин. Название присвоено в честь польского ученого Сигизмунда Врублевского (1845—1888) и утверждено Международным астрономическим союзом в 1976 г. 

## Описание кратера

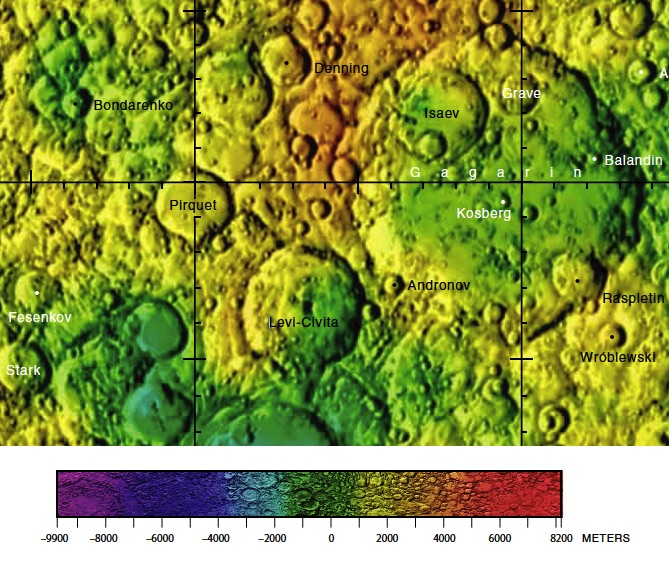
Окрестности кратера Врублевский. Фрагмент карты обратной стороны Луны.

Ближайшими соседями кратера являются кратер Расплетин на северо-западе, громадный кратер Гагарин на севере, кратер Сирано на северо-востоке, кратер Барбье на востоке, кратер Серпинский на юго-востоке, кратер Голечек на юге-юго-западе; кратеры Андронов и Леви-Чивита на западе. На юго-востоке от кратера располагается Море Мечты. Селенографические координаты центра кратера 24°00′ ю. ш. 152°48′ в. д. / 24° ю. ш. 152,8° в. д., диаметр 21,8 км, глубина 1,8 км.
Как большинство лунных кратеров такого размера, Врублевский имеет очертания неправильной окружности и чашеобразную форму поверхности со следами более поздних ударных разрушений кольцевого вала. Средняя высота вала кратера над окружающей местностью 800 м, объем кратера составляет приблизительно 270 км³.

## Сателлитные кратеры
Отсутствуют.